# Ashton Sanders
Ashton Sanders (Carson, Kalifornia, 1995. október 24. –) amerikai színész.
Leginkább a Holdfény (2016) című Oscar-díjas filmből ismert, mint a főszereplő tizenéves énje. Játszott A védelmező 2. (2018), a Meghajszolt vad (2019) és az Elrabolt világ (2019) című filmekben is.

## Filmográfia

### Film
| Év   | Magyar cím                                           | Eredeti cím                 | Szerep             | Magyar hang |
| ---- | ---------------------------------------------------- | --------------------------- | ------------------ | ----------- |
| 2013 |                                                      | The Retrieval               | Will               |             |
| 2015 | Egyenesen Comptonból                                 | Straight Outta Compton      | kölyök             |             |
| 2016 | Holdfény                                             | Moonlight                   | Chiron tizenévesen |             |
| 2018 | A védelmező 2.                                       | The Equalizer 2             | Miles Whittaker    | Ember Márk  |
| 2019 | Meghajszolt vad                                      | Native Son                  | Bigger Thomas      | Ember Márk  |
| 2019 | Elrabolt világ                                       | Captive State               | Gabriel Drummond   | Ember Márk  |
| 2020 | Letöltendő élet                                      | All Day and a Night         | Jahkor             |             |
| 2021 | Júdás és a Fekete Messiás                            | Judas and the Black Messiah | Jimmy Palmer       | Gacsal Ádám |
| 2022 | I Wanna Dance with Somebody – A Whitney Houston-film | I Wanna Dance with Somebody | Bobby Brown        |             |

Rövidfilmek
- 2012: Making Possibilities – Donnie
- 2016: We Home – Javan
- 2016: The Last Virgin in LA – Josh
- 2018: The Kids Are Alright – Angel

### Televízió
| Év   | Magyar cím                           | Eredeti cím                          | Szerep                  | Megjegyzések |
| ---- | ------------------------------------ | ------------------------------------ | ----------------------- | ------------ |
| 2016 |                                      | The Skinny                           | Tyler                   | 1 epizód     |
| 2019 | Wu-Tang: Egy amerikai saga           | Wu-Tang: An American Saga            | Bobby / The RZA         | 20 epizód    |
| 2022 | A Proud család: Kamaszok és panaszok | The Proud Family: Louder and Prouder | College Kareem (hangja) | 1 epizód     |

## Fordítás
- Ez a szócikk részben vagy egészben  az   Ashton Sanders című angol Wikipédia-szócikk ezen változatának fordításán alapul.  Az eredeti cikk szerkesztőit annak laptörténete sorolja fel. Ez a jelzés csupán a megfogalmazás eredetét és a szerzői jogokat jelzi, nem szolgál a cikkben szereplő információk forrásmegjelöléseként.